# Child Helpline International
Child Helpline International is een wereldwijd netwerk voor 178 hulplijnen voor kinderen in 146 landen (stand november 2018). Een hulplijn voor kinderen is een hulpdienst waar kinderen en jongeren terecht kunnen op verschillende manieren. Bellen en chatten zijn het meest gebruikt, maar ook forums, schoolbezoeken en zelfs brieven schrijven komt voor.

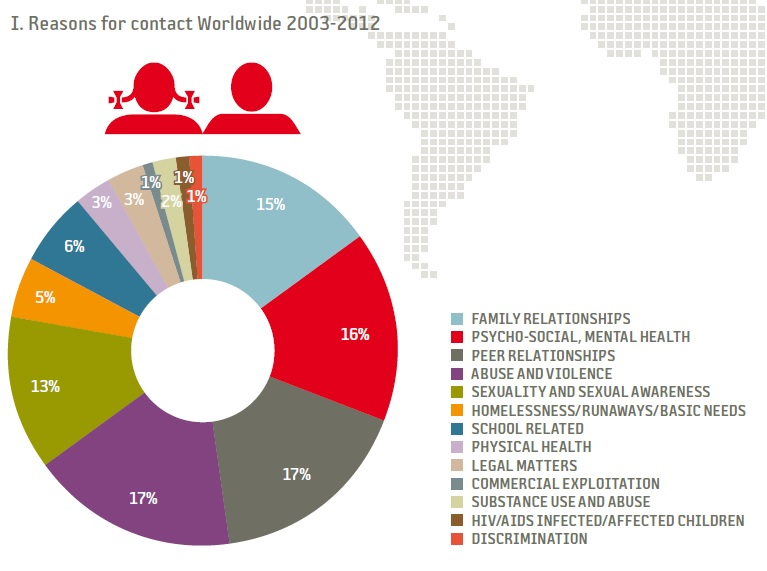
Belangrijkste onderwerpen om hulplijnen voor kinderen te bellen, 2003-2012.

## Geschiedenis
Jeroo Billimoria heeft Child Helpline International gesticht in 2003. Zij werkte in 1989 met Indiase straatkinderen als sociaal werker. Ze gaf de kinderen haar telefoonnummer zodat de kinderen haar konden bellen als ze hulp nodig had. Ze kreeg veel telefoontjes van de kinderen en Billimoria zag dat deze kinderen iemand nodig hebben om mee te praten en hulp aan te vragen. Ze richtte in 1996 de Childline IndiaFoundation op, een noodlijn voor kinderen die 24 uur per dag bereikbaar is.
Childline India heeft vrijwilligers die de telefoon beantwoorden en direct naar het kind in nood gaan. Alle openbare telefoons in India kunnen het nummer gratis bellen om zo kinderen die nergens heen kunnen te helpen. De vrijwilligers houden bij wat voor telefoontjes er binnenkomen. Dit werd al snel een belangrijke bron van informatie voor het maken van maatregelen voor kinderbescherming.
Na het succes in India wil Bilmoria het concept van Childline India internationaal uitvoeren. Ze hoopte dat ze een wereldwijd netwerk kon opzetten dat landen helpt die hun eigen hulplijnen willen oprichten of verbeteren.
Dit leidde tot de International Consultation Meeting in 2003 in Amsterdam. Hierbij waren vertegenwoordigers van 49 hulplijnen voor kinderen aanwezig. Zij kwamen uit de hele wereld. Tijdens deze bijeenkomst is Child Helpline International opgericht.

## Missie en Visie
Het werk van de Child Helpline International is gebaseerd op het principe van het Verdrag inzake de rechten van het kind, dat het recht voor kinderen benadrukt op privacy and bescherming tegen geweld.

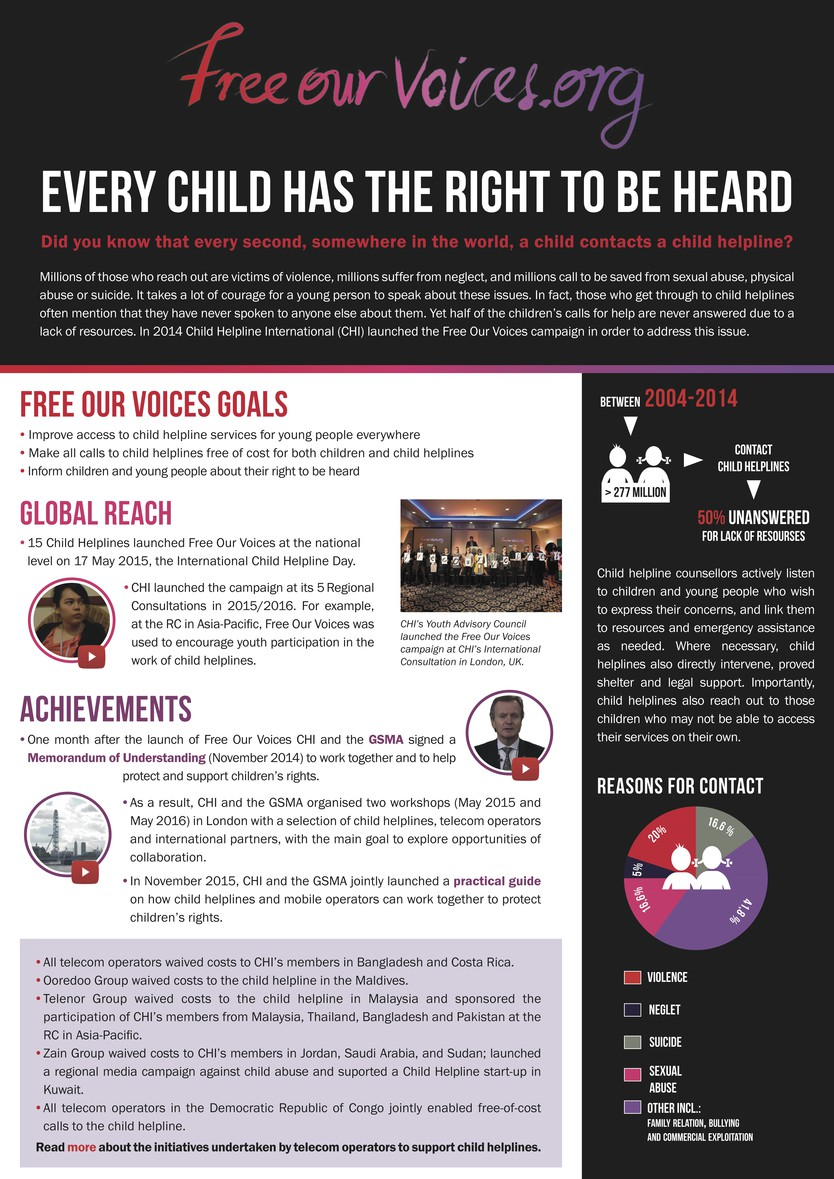
De impact van de Free Our Voices Campaign

De missie van het Child Helpline International netwerk is om te zorgen dat elk kind wordt gehoord en dat gaten in de bestaande wetgeving ter bescherming van kinderen te repareren. Dit doet zij door een platform te bieden voor het delen van informatie en onderlinge hulp. En door begeleiding te bieden bij rechtszaken, bij lobbywerk en bij het oprichten en ontwikkelen van hulplijnen voor kinderen.

## Platform voor uitwisseling van kennis
Een van de belangrijkste doelen van Child Helpline International is het bieden van een platform voor kennisuitwisseling tussen de leden. Dat doen ze met verschillende activiteiten:
1. Uitwisseling: Leden van het netwerk leren van elkaar door bezoeken, het uitwisselen van oplossingen en het vergelijken van ervaring en kennis.
2. Referentiebezoeken: Leden vergelijken hun aanpak, bewaking en uitvoering met die van andere leden.
3. Trainingen en workshops: Leden leren van trainingen en workshops om hun kennis actueel te houden.
4. Internationale and Regional Consultations: International and Regional Consultations zijn tweejaarlijkse bijeenkomsten waarin leden, partnerorganisaties en andere stakeholders bij elkaar komen om met elkaar de stand van de bestaande hulplijnen voor kinderen te bespreken.